# بخش کوتن‌وود، شهرستان براون، مینه سوتا
بخش کوتن‌وود (به انگلیسی: Cottonwood Township) یک منطقهٔ مسکونی در ایالات متحده آمریکا است که در شهرستان براون، مینه‌سوتا واقع شده‌است.
 بخش کوتن‌وود ۹۱٫۷ کیلومتر مربع مساحت و ۹۳۸ نفر جمعیت دارد و ۲۹۸ متر بالاتر از سطح دریا واقع شده‌است.